# Spawn
Spawn (engl. Brut, Ausgeburt) ist eine amerikanische Comicfigur und Antiheld des Zeichners Todd McFarlane, die seit 1992 Titelheld einer gleichnamigen Serie ist. Der erste Auftritt findet sich in Spawn #1 von Image Comics.

## Zeichner und Texter
Spawn wurde erfunden und gezeichnet von Todd McFarlane. Nach einer steilen Karriere, während der er unter anderem für Marvel Comics den Flaggschiff-Titel „Spider-Man“ schrieb und zeichnete, gründete er mit anderen Zeichnern 1992 den Verlag Image Comics und produzierte mit Spawn seine bis heute erfolgreichste Comicserie. Mittlerweile hat sich McFarlane auch mit anderen Produkten etabliert (z. B. McFarlane Toys) und hat sich von der Produktion des Comics weitgehend zurückgezogen. Sein erfolgreicher Nachfolger als Zeichner von Spawn war zunächst Greg Capullo, zwischendurch wurden einige Hefte von Tony Daniel gezeichnet. Mittlerweile zeichnet Angel Medina die Serie. Als Autor unterstützt wird Todd McFarlane seit einiger Zeit von Brian Holguin.
Auch Alan Moore beteiligte sich als Autor für die Miniserien Spawn:Violator (1994) und Spawn:Bloodfeud (1995). Spawn #8 (1993) ist der Auftakt zur Violator-Miniserie und in Spawn #32 (1995) liefert er den Prolog zur Bloodfeud-Miniserie Nr. 1–4. Beide Miniserien sind Sonderauflagen.

## Figur
Spawn war einst der in amerikanischem Auftrag arbeitende Söldner Al Simmons. Als er jedoch aus diesem Job aussteigen wollte, ließ sein Vorgesetzter Jason Wynn ihn bei seinem letzten Auftrag ermorden. In der Hölle handelte er mit Malebolgia, einem der Höllenfürsten, einen Vertrag aus, um seine Frau Wanda noch einmal sehen zu können. Simmons wurde schließlich wieder auf die Erde geschickt, aber hier musste er die Tücken seiner Abmachung erfahren: ohne Gedächtnis und grässlich entstellt wurde er erst fünf Jahre später auf die Erde gelassen, wo seine Frau Wanda mittlerweile mit seinem damaligen Freund Terry Fitzgerald verheiratet ist. Zugleich ist er aber mit einem lebendigen Kostüm und magischen Kräften ausgestattet, mit deren Hilfe er sich an seinen vermeintlichen Mördern rächt und die Schwachen und Unschuldigen beschützt. Er kommt schließlich dahinter, dass Malebolgia den nun Spawn genannten Helden durch die Konfrontation mit der veränderten Welt innerlich zerstören und dann zum General seiner Armeen in der Apokalypse machen wollte. Dabei ist er nur der letzte einer ganzen Armee von Hellspawns. Durch seine Weigerung, die Armeen der Hölle zu führen, wird er schließlich zum Feind beider Parteien und errichtet in den Slums von New York sein kleines Reich, das er energisch verteidigt.

## Weitere Figuren
- Angela:

Ein weiblicher 100.000 Jahre alter Engel, der Jagd auf Hellspawns macht. Nachdem Spawn eine Intrige im Himmel aufdeckt, verbünden sich die beiden. Sie stammt aus dem Elysium, der ersten Sphäre des siebten Himmels. Im Kampf gegen Malebolgia wird sie von diesem getötet.
- Antonio Carlo Twistelli aka Don Dracula:

New Yorker Mafiaboss, der Regierungsprojekte zur Züchtung von perfekten Killern wirtschaftlich unterstützt.
- Billy Kincaid:

Ein pädophiler Kindermörder, der von Spawn getötet und von Malebolgia als Hellspawn rekrutiert wird. Später kehrt der Geist Kincaids zurück zur Erde, um sein mörderisches Treiben fortzusetzen.
- Bobby:

Mit diesem Obdachlosen teilte sich Spawn nicht nur dieselben Gassen in New York, sondern auch Teile des Nekroplasmas, aus dem Spawns Körper besteht. Spawn rettete Bobby zweimal das Leben, aber das Nekroplasma, das er in ihm hinterlassen hatte, führte den Redeemer auf seine Spur.
- Chapel & Priest:

Von Jason Wynn angeheuerte Mörder von Al Simmons. Im Kampf gegen seinen alten Freund verunstaltet Spawn Chapel. Später bringt Chapel auch Bobby um, wird aber von Spawn zur Strecke gebracht. In der Verfilmung ist Priest die weibliche Version von Chapel. Sie wird von Spawn während einer Veranstaltung erschossen.
- Chief Banks:

Polizeichef im Departement von Sam und Twitch, der sich aufgrund von Akten, die Spawn liefert, selbst tötet.
- Cyan:

Die Tochter von Terry und Wanda, die von beiden aufgezogen wird, verspürt eine enge Beziehung zu Spawn.
- Cy-Gor:

Ein Silberrückengorilla mit kybernetischen Gliedmaßen, dem menschliche Gedankenmuster übertragen wurden. Dies ist das Ergebnis eines verrückten Experiments Dr. Willheims, der für seine Versuche den von Simmons ausgebildeten Soldaten Smith, bzw. dessen Gehirn, sowie Dokumente verwendete, die Simmons im Auftrage der Regierung gestohlen hatte. Frei und von Rache getrieben machte sich Cy-Gor auf, Spawn zu töten.
- Die fünf Phlebiac-Brüder:

Dämonen im Dienste Malebolgias, ihre Namen sind: Vacillator, Vindicator, Vaporizer, Vandalizer und der Violator. Letzterer kann in Gestalt eines menschlichen Clowns auftreten und spinnt Intrigen auf der Erde. So manipuliert er unter anderem Jason Wynn. Ihre Aufgabe ist es, die Hellspawns dazu zu verleiten, voll und ganz zum Bösen zu wechseln.
- Gabrielle:

Die Botschafterin des Himmels auf Erden.
- Graf Nicholas Cogliostro:

Der Mentor Spawns war nach eigener Aussage früher selbst ein Hellspawn. Er unterstützte Spawn in den ersten Ausgaben und befreite ihn sogar einmal, als Spawns Kostüm eine stärkere Phase erreicht hatte, welche Spawn nicht mehr kontrollieren konnte. Später stellt sich heraus, dass Cogliostro in Wirklichkeit Kain ist, der seinen Bruder Abel erschlug. Durch einen Trick gelang es Cogliostro, dass Spawn die Macht über die achte Sphäre (welche eigentlich diesem zustand, nachdem er Malebolgia tötete) ablegte, und beanspruchte sie für sich selbst. Seitdem ist Cogliostro der Herrscher über die achte Sphäre der Hölle.
- Grannie Blake:

Die blinde Großmutter glaubt, Spawn sei als Engel zurückgekehrt. Hier findet Spawn Zuflucht vor seinem schrecklichen Dasein.
- Harry Houdini:

Ein Magier, der Spawn hilft, eine Atombombe in eine fremde Dimension zu transportieren, kurz bevor sie explodiert.
- Jason Broderick Wynn:

Leiter der United States Security Group (Dachorganisation Amerikanischer Geheimdienste) und ehemaliger Chef von Al Simmons. Er war es, der Chapel beauftragte, Al zu töten. Jason verbündete sich mit dem Violator und konnte so aus der Irrenanstalt, in die ihn Spawn gebracht hatte, in sein altes Amt zurückkehren. Zwischenzeitlich hatte die Sternenkammer im Auftrage des Himmels Jason in einen „Anti-Spawn“ verwandelt, um Spawn zu vernichten. Nachdem Jason nun wieder sein altes Amt angetreten hatte, spukte der Violator in seinen Kopf herum, bis er schließlich die Kontrolle über Jasons Körper übernahm.
- Malebolgia:

Teufel, der vor 70.000 Jahren seinen Schöpfer und damaligen Herren der Hölle Leviathan in einem drei Jahre anhaltenden Krieg getötet hat. Er beherrscht seitdem die achte Sphäre der Hölle und hat eine Armee aus Hellspawns erschaffen. Auch Simmons macht er zu einem Hellspawn, der seine Armee anführen soll. Doch Spawn wendet sich gegen Malebolgia und vernichtet diesen schließlich, wodurch ein chaotisches Machtvakuum in der Hölle entsteht.
- Mammon:

Mammon taucht in den Comics ab und zu auf und war bei den Fans immer als „Der Mann im weißen Anzug“ bekannt, bis er seinen Namen preisgab. Außerdem hat er auf dem rechten Auge drei Kratzer, die ihm Spawn als „Erinnerung“ verpasst hat. Mammon ist einer der „vergessenen“ Engel, die sich nicht in den Krieg zwischen den anderen Engeln einmischen wollten und deshalb verbannt wurden. Mammons Ziel ist es, den Thron von Gott zu besteigen.
- Sir John von York aka Medivial Spawn:

Ein Ritter im 12. Jahrhundert, ermordet von Wachen, die er selbst ausgebildet hatte, wurde zu einem früheren Spawn, der auch schon gegen den Violator kämpfte. In einigen Spawn-Comics wird von ihm erzählt, in einem Crossover trifft er auf Witchblade. Sir John konnte den dunklen Mächten bis zu seinem zweiten Tode widerstehen. Er wurde von Angela niedergestreckt.
- Nicholas Rocca aka Over-Kill:

Rocca wurde bei einem Schusswechsel verschiedener Mafiosi zerfetzt. Doch noch vor seinem Tod wurde er zu einem Cyborg, ausgebrütet in den von der Mafia bezahlten Regierungslabors. In einem Kampf mit Spawn unterliegt er. Später taucht Over-Kill wieder auf, um Spawn ein weiteres Mal zu vernichten, doch Spawn zerstört ihn erneut.
- Phillip Krahn aka The Curse:

Da seine Eltern kaum Zeit für Phillip hatten, wurde er von seiner Großmutter aufgezogen. Ihre religiöse Erziehung lehrte ihn die Furcht vor Gott. Er brachte Opfer, um Gott zufriedenzustellen, war es jedoch selbst niemals. Er verstümmelte sich selbst, nur, um erhört zu werden. Dank seines außerordentlichen Talents konnte er seine Gliedmaßen aber durch technisch meisterhafte Waffen ersetzen. Er war überzeugt, dass, wenn er Spawn töten würde, er in den Himmel kommen würde. Von Spawn besiegt, fasste Curse einen neuen Plan: die Herrschaft über die Hölle zu erringen. Durch die Kontrolle über Spawns Nekroplasma wollte er Satan unterwerfen, was ihm jedoch nicht gelang. Nach der Explosion seines Schlosses gab es keinerlei Überreste von ihm.
- Redeemer:

Auch der Redeemer reiht sich in die Reihe von Spawns himmlischen Gegnern ein. Er ist einer der Mörder von Bobby, da ihn das Nekroplasma auf die falsche Spur geführt hatte. Der Redeemer, auch Anti-Spawn genannt, wird von der Sternenkammer mit einem Menschen verbunden, um Hellspawns zu vernichten. Wynn wurde auserwählt zum Redeemer zu werden, aber sein unreines Herz vereitelte seinen Erfolg. Als neuer „Wirt“ wurde Phil Trimper ausgewählt.
- Richard Masullo aka Tremor:

Als Richard seinen Dienst bei der Mafia quittieren wollte, wurde er Teil von einem (von der Mafia finanzierten) Regierungsprojekt zur Schaffung von Supersoldaten; den gleichen wissenschaftlichen Experimentenen, die auch Cy-Gor erschufen. Er wurde eine Mischung aus Mensch und Tier, behielt jedoch seinen freien Willen, was ihn für die Auftraggeber unbrauchbar machte. Sein Bruder David, ebenfalls im Dienste der Mafia, konnte nicht glauben was geschehen war. Durch eine Intrige Twistellis schoss er auf Tremor. Spawn, der sich mit Tremor verbündet hatte, schlug David zum Krüppel, weshalb Tremor wiederum die Seiten wechselte. Tremor verschwand daraufhin und es bleibt ungewiss, ob er Freund oder Feind ist.
- Sam Burke & Maximillion Steven Percival ‚Twitch‘ Williams:

Zwei Cops, deren Wege sich öfters mit denen Spawns kreuzen. Spawn hilft ihnen, ihren kriminellen Chef aus dem Amt zu befördern. Allerdings verlieren beide ihre Anstellung und gründen ein Detektivbüro.
- Terry (Terrence) Fitzgerald:

Früher war er ein Freund Al Simmons' , nach seinem Tod kümmerte er sich um dessen Frau. Später heirateten die beiden. Nachdem ihm bewusst wurde, wer Spawn ist, half er ihm, gegen Jason Wynn vorzugehen.
- Tiffany:

Ebenfalls ein Hellspawn-jagender Engel, den Spawn mit Hilfe von anderen Geschöpfen der Nacht zwar zurückschlägt, aber nicht tötet.
- Wanda Blake:

Al Simmons’ Witwe, welche nun mit seinem Freund Terry verheiratet ist und Cyan zur Welt brachte.

## Verfilmungen
1997 wurde der Comic von Mark A. Z. Dippé mit realen Schauspielern verfilmt.
Des Weiteren gibt es drei Staffeln einer Zeichentrickserie von HBO. Die Serie orientiert sich stark an dem Stil der Comics. 1999 wurde sie mit dem Primetime Emmy Award for Outstanding Animated Program (More Than One Hour) ausgezeichnet.
Ende Juli 2017 gab Todd McFarlane bekannt, dass eine Neuverfilmung von Spawn beim Filmstudio Blumhouse Productions in Arbeit sei, bei der er selbst Regie führen soll. Scott Silver, Malcolm Spellman und Matthew Mixon wurden im Oktober 2022 als Drehbuchautoren engagiert. Die Hauptrollen spielen Jeremy Renner als ‚Twitch‘ Williams und Jamie Foxx als Spawn.

## Actionfiguren
Spawn-Erfinder Todd McFarlane betreibt heute außer den Comics noch eine Firma, die Actionfiguren herstellt, sowohl zu den Spawn-Comics, als auch zu anderen Filmen (Movie Maniacs). Mittlerweile gibt es bereits 32 Serien der Actionfigurenreihe Spawn.

## Musik
Die Power-Metal-Band Iced Earth veröffentlichte 1996 das von Spawn inspirierte Konzeptalbum The Dark Saga.
Zum Film Spawn entstand ein Soundtrackalbum namens Spawn: The Album, welches Stücke enthält, die jeweils aus der Zusammenarbeit von Künstlern aus den Bereichen der Rockmusik und der elektronischen Musik entstanden.
Spawns Erfinder Todd McFarlane zeichnete auch das Cover der Alben Follow the Leader von Korn und Ten Thousand Fists von Disturbed, sowie das Musikvideo zum Lied Do The Evolution von Pearl Jam.